# Cyber Troopers Virtual-On Masterpiece 1995-2001
Cyber Troopers Virtual-On Masterpiece 1995-2001 (電脳戦機バーチャロン マスターピース 1995〜2001) est une compilation de jeux vidéo de combat de mecha sortie le 27 novembre 2019 sur PlayStation 4, uniquement au Japon. Elle a été développée et édité par Sega. Elle fait partie de la franchise Virtual On.

## Contenu
La compilation est composée des jeux suivants :
- Cyber Troopers Virtual-On (sorti en 1995) ;
- Cyber Troopers Virtual-On: Oratorio Tangram (sorti en 1998) ;
- Cyber Troopers Virtual-On Force (sorti en 2001).